# Sjpitalni Sj-37
De Sjpitalni Sj-37 (Russisch: Шпитальный – Ш-37) was een snelvuurkanon van kaliber 37 mm door Boris Sjpitalni ontworpen als boordgeschut op jachtvliegtuigen van de luchtmacht van de Sovjet-Unie. Negen Iljoesjin Il-2 vochten ermee tegen Duitse tanks in de Slag om Stalingrad van de Tweede Wereldoorlog.

## Ontwerp
In 1940 had het Rode Leger een 37 mm luchtdoelgeschut M1939 (61-K) in dienst genomen. De leiding besloot, dat het jachtvliegtuig Iljoesjin Il-2 een snelvuurkanon als boordgeschut moest krijgen met dezelfde granaten.
Boris Sjpitalnij ontwierp het snelvuurkanon Sj-37, maar met een minder krachtige granaat.

## Specificaties
- Aantal lopen: 1
- Terugslag: ja
- Massa: 375 kg
- Lengte: 3096 mm
- Lengte loop: 2060 mm
- Granaat: 37 mm x 198 mm
- Mondingssnelheid: 900 m/s

Er waren twee uitvoeringen.
- De MPSj-37 (Motornaja Poesjka) schoot door de holle propellerbuis van de Jakovlev Jak-7.
- Magazijn: 40 granaten
- Vuursnelheid: 185 schoten/min

- De SjFK-37 (Russisch: ШФК-37 - Шпитальный фюзеляжно-крыльевая калибра 37 мм) hing onder de vleugels van de Iljoesjin Il-2.
- Magazijn: 21 granaten
- Vuursnelheid: 170 schoten/min

## Lavotsjkin LaGG-3
Begin 1941 werd een prototype Sj-37 getest op een Lavotsjkin LaGG-3. Het kanon met zijn magazijn hadden 208,4 kg massa en haalde een vuursnelheid van 184 schoten/min.
Eind juni 1941 kreeg fabriek 74 het bevel om 40 Sj-37 te maken in 45 dagen.
In 1942 werden nog 196 Sj-37 besteld.
Begin 1942 werden de eerste LaGG-3 met Sj-37 kanon geleverd.

## Jakovlev Jak-7
In augustus 1942 werd een reeks van 22 Jakovlev Jak-7-37 getest met de Sj-37.
De Sj-37 kon een vijandelijk jachtvliegtuig uitschakelen met een enkele treffer: de granaat sloeg een gat van 1 m².
De MPSh-37 kreeg een magazijn met 20 granaten.
De Jak-7-37 kon 4,15 kg/s vuren.
De Jak-7-37 kreeg nog twee Berezin UBS 12,7 mm machinegeweren met 450 patronen.
Vanwege de lengte en de massa van de Sj-37 werd de cockpit 40 cm achteruit geplaatst.
De Jak-7-37 werd 200 kg zwaarder dan de Jak-7B.

## Iljoesjin Il-2
Midden 1941 was een Iljoesjin Il-2 uitgerust met een paar Sj-37 snelvuurkanonnen onder de vleugels. Op 15 september was die getest in de fabriek en tussen 23 september en 12 oktober werd hij aan het front getest.
De Sj-37 kanonnen hadden elk 40 granaten.
De Sj-37 met montage en magazijn had 302,5 kg massa.
Een vuursnelheid van 169 schoten/min werd bereikt.
De mondingssnelheid bedroeg 894 m/s.
In duikvlucht duwde de terugslag het vliegtuig nog meer omlaag.
De Il-2 met de Sj-37 was trager en moeilijker bestuurbaar.
Het haalde nog 372 km/h op zeeniveau en 409 km/h op 2500 m.
Het kon moeilijker klimmen en had een langere startbaan nodig om op te stijgen.
Tussen december 1942 en januari 1943 vochten negen Il-2 met Sj-37 in de Slag om Stalingrad.
De Sj-37 kon middelzware Duitse tanks uitschakelen als de piloot onder de juiste hoek aanvloog, maar dat vergde veel van de piloot.
De twee snelvuurkanonnen schoten niet precies tegelijk en de terugslag schudde het vliegtuig door elkaar.
De Sj-37 kanonnen blokkeerden dikwijls.
De Sj-37 werden per twee gemonteerd, maar als een blokkeerde, dan kon de andere niet meer veilig vuren vanwege de asymmetrische terugslag.
De Sj-37 werd vervangen door de meer betrouwbare Noedelman-Soeranov NS-37.